# Monika Jungbauer-Gans
Monika Jungbauer-Gans (* 1963) ist eine deutsche Soziologin und seit September 2015 Professorin für Empirische Hochschul- und Wissenschaftsforschung an der Gottfried Wilhelm Leibniz Universität Hannover sowie wissenschaftliche Geschäftsführerin des Deutschen Zentrums für Hochschul- und Wissenschaftsforschung.

## Karriere und Leben
Monika Jungbauer-Gans studierte ab 1982 Soziologie an der Ludwig-Maximilians-Universität München und legte darin 1988 die Diplomprüfung ab. Von 1989 bis 1995 arbeitete sie dort als Wissenschaftliche Assistentin am Lehrstuhl von Rolf Ziegler. 1992 wurde sie ebendort promoviert und war von 1995 bis 2005 Akademische Rätin bzw. dann Akademische Oberrätin. 1997 war sie Gastprofessorin an der University of Minnesota in Minneapolis (USA). 2001 habilitierte sie sich in München, war dann von 2002 bis 2004 Lehrstuhlvertreterin für Allgemeine Soziologie an der Bergischen Universität Wuppertal und folgte 2004 einem Ruf als Ordinaria an die Wirtschafts- und Sozialwissenschaftliche Fakultät der Universität Kiel. Zum Wintersemester 2010/2011 wechselte sie an die Friedrich-Alexander-Universität Erlangen-Nürnberg. Dort hatte sie eine Professur für Empirische Wirtschaftssoziologie, bevor sie am 1. September 2015 als Professorin für Empirische Hochschul- und Wissenschaftsforschung an die Gottfried Wilhelm Leibniz Universität Hannover wechselte und die wissenschaftliche Geschäftsführung des Deutschen Zentrums für Hochschul- und Wissenschaftsforschung übernahm. Ihre Forschungsschwerpunkte sind Bildungssoziologie, Hochschul- und Arbeitsmarktforschung, Medizin- und Gesundheitssoziologie sowie qualitative und quantitative Methoden der empirischen Sozialforschung.
Jungbauer-Gans ist verheiratet und Mutter eines Kindes.

## Mitgliedschaften (Auswahl)
- seit 2021 Mitglied im Experten-Gremium Aktionsrat Bildung[3]

- seit 2021 Mitglied im Verwaltungsrat des Berlin Institute of Health (BIH) der Charité
- seit 2020 Mitglied im Verwaltungsrat der Technischen Informationsbibliothek
- seit 2018 Mitglied im Scientific Advisory Board des SOEP (DIW)
- seit 2017 Mitglied im Wissenschaftlichen Beirat des Instituts für Arbeitsforschung (IAB)[4]
- 2015–2021 Mitglied im Scientific Advisory Board des Leibniz Forschungsverbundes Infections'21
- 2023 Ordentliches Mitglied der Niedersächsischen Akademie der Wissenschaften zu Göttingen[5]

## Publikationen (Auswahl)
- M. Jungbauer-Gans, A. Gottburgsen: Migration, Mobilität und soziale Ungleichheit in der Hochschulbildung. In: M. Jungbauer-Gans, A. Gottburgsen (Hrsg.): Migration, Mobilität und soziale Ungleichheit in der Hochschulbildung. Higher Education Research and Science Studies. Springer, Wiesbaden 2021, S. 1–26. doi:10.1007/978-3-658-31694-5
- U. Schwabe, M. Jungbauer-Gans: Forschung zum wissenschaftlichen Nachwuchs in Deutschland. Ein Überblick. In: Personal in Hochschule und Wissenschaft entwickeln. Nr. 1, 2021, S. 99–114.
- J. Schöpfel, O. Azeroual, M. Jungbauer-Gans: Research Ethics, Open Science and CRIS. In: MDPI Publications. Nr. 8, 2020, S. 51. doi:10.3390/publications8040051
- P. Kriwy, M. Jungbauer-Gans (Hrsg.): Handbuch Gesundheitssoziologie. Springer, Wiesbaden 2020. doi:10.1007/978-3-658-06392-4
- H. Hackauf, M. Jungbauer-Gans (Hrsg.): Gesundheitsprävention bei Kindern und Jugendlichen. Gesundheitliche Ungleichheit, Gesundheitsverhalten, und Evaluation von Präventionsmaßnahmen. VS Verlag, Wiesbaden 2008. doi:10.1007/3-531-90798-0
- mit Christiane Gross (Hrsg.): Soziologische Karrieren in autobiographischer Analyse. Verlag für Sozialwissenschaften (VS),  Wiesbaden 2010. ISBN 978-3-531-17220-0.
- P. Kriwy, M. Jungbauer-Gans (Hrsg.): Soziale Benachteiligung und Gesundheit bei Kindern und Jugendlichen. VS Verlag, Wiesbaden 2004, ISBN 3-531-14261-5.
- Soziale Ungleichheit, Netzwerkbeziehungen und Gesundheit. Habilitationsschrift. Westdeutscher Verlag, Wiesbaden 2002, ISBN 3-531-13848-0.
- Existenzgründerinnen. Betriebliche Merkmale und Erfolg neugegründeter Betriebe. Dt. Sparkassenverlag, Stuttgart 1994.